# SWAT 4: The Stetchkov Syndicate
Swat 4: Stetchkov Syndicate is een uitbreidingspakket voor de FPS Swat 4. Het is ontwikkeld door de Australische bedrijfstak van Irrational Games en is uitgebracht op 28 februari, 2006 in Noord-Amerika. De uitbreiding bevat zeven nieuwe missies, waaronder de fictieve criminele familie Stetchkov. De uitbreiding speel je wel los van het spel SWAT 4, maar je hebt SWAT 4 wel nodig om het te kunnen installeren en te spelen.

## Nieuwe toevoegingen
- De mogelijkheid om in multiplayer te praten via je microfoon.
- 7 nieuwe missies.
- 2 nieuwe multiplayer speltypes; "Smash and Grab" en "Co-op QMM".
- 7 nieuwe wapens; FN P90, Tec-9, .50 kaliber handgeweer (Desert Eagle), Cobra stun gun, Colt, M249 SAW en een 40 mm grenade launcher.
- Verdachten zullen hun wapens oppakken als ze nog niet gearresteerd zijn.
- 10 speler Co-op tot 2 teams van 5.
- Wapens en uitrusting voor zowel de SWAT als de verdachten.
- Statistiek en ranking voor de multiplayer.
- Behouden commando's: commando's kunnen worden behouden in de singleplayer totdat de leider het hoofdbevel geeft.
- Één leider in Co-op: Optie om 1 leider aan te stellen die als enige commando's mag geven en die dus het hele team leidt.

## Systeemeisen
- Cd-rom: 4x.
- CPU-type: Intel Pentium III (Pentium 4 aanbevolen).
- CPU-snelheid: 1.0 GHz (2.4 GHz aanbevolen).
- Schijfruimte: 1 GB (boven op de 2 GB van SWAT 4).
- Videokaart: Nvidia GeForce 2 (4 Ti aanbevolen), ATI Trade Radeon.
- Geheugen (RAM): 256MB + (512MB aanbevolen).
- Systeem: Win98SE/2000 SP3/XP SP1, (Mac en Linux niet ondersteund).